# 763
Năm 763 là một năm trong lịch Julius.